# Будак, Миле
Ми́ле Бу́дак (хорв. Mile Budak; 30 августа 1889 — 7 июня 1945, Загреб) — хорватский писатель. Во время Второй мировой войны — военный преступник и организатор геноцида сербов.

## Биография
Идеолог режима усташей в Хорватии, организатор геноцида сербов, цыган и евреев, заслуживший прозвище «министр культуры с автоматом». Писатель (его романы и сейчас продаются в Хорватии) и журналист, был главным редактором газеты «Хорватский народ». Призывал к изгнанию сербов из Хорватии и их уничтожению, называл их в своих книгах «рабами», «нищими» и т. п. Пропагандировал «тезисы», согласно которым общего сербохорватского языка никогда не существовало и хорваты — хотя по Будаку и являются носителями славянского языка, этнически являются смесью славянской и готской крови.
После прихода к власти усташей занял должности министра образования, религии и культов, а также доглавника (заместителя поглавника, то есть «вождя» партии усташей, Анте Павелича). Ему приписываются слова о том, что усташи обязаны «убить треть, изгнать треть и обратить в католичество треть сербов», предположительно произнесённые летом 1941 года. Активно распространял антисербский призыв «Серба — на вербу!».
В частности, 7 июля 1941 года в газете «Hrvatski narod» (номер 143) появилось обращение Будака, в котором он объявил Независимое государство Хорватия государством двух религий — римско-католической и исламской. В тот же день пресса Загреба опубликовала его требование к православным сербам покинуть в течение 12 часов Загреб: отказавшимся грозила смерть на месте.
Арестован партизанами в 1945 году при попытке бежать в Австрию и казнён вместе с многими другими деятелями коллаборационистского режима. Семья Будака погибла во время Блайбургской бойни.

## Попытки увековечивания
После провозглашения независимости Хорватии в 1991 году, предпринимались попытки реабилитации Будака, большими тиражами издавались его книги. Официальная позиция состояла в том, что его ценили как писателя и борца за независимость страны, независимо от результатов его политической деятельности. Однако после прихода к власти в 2003 году правительства Иво Санадера в отношении к Будаку произошёл поворот. В частности, были переименованы все улицы, носящие его имя, демонтирована мемориальная доска.